# Glitter and Doom Live
Glitter and Doom Live – dwupłytowy album amerykańskiego muzyka, Toma Waitsa, dokumentujący trasę koncertową "Glitter and Doom Tour", która odbyła się latem 2008 w Stanach Zjednoczonych i Europie. Premiera miała miejsce 23 listopada 2009 roku.

## Lista utworów
Płyta pierwsza:
1. Lucinda / Ain’t Goin Down – 5:37
  - Birmingham – 3 lipca 2008
2. Singapore – 5:00
  - Edinburgh – 28 lipca 2008
3. Get Behind The Mule – 6:26
  - Tulsa – 25 czerwca 2008
4. Fannin Street – 4:16
  - Knoxville – 29 czerwca 2008
5. Dirt In The Ground – 5:18
  - Milan – 19 lipca 2008
6. Such A Scream – 2:51
  - Milan – 18 lipca 2008
7. Live Circus – 5:04
  - Jacksonville – 1 lipca 2008
8. Goin’ Out West – 3:48 
  - Tulsa – 25 czerwca 2008
9. Falling Down – 4:21
  - Paris – 25 lipca 2008
10. The Part You Throw Away – 5:07
  - Edinburgh – 28 lipca 2008
11. Trampled Rose – 5:06
  - Dublin – 01 sierpnia 2008
12. Metropolitan Glide – 3:10
  - Knoxville – 29 czerwca 2008
13. I’ll Shoot The Moon – 4:25 
  - Paris – 24 lipca 2008
14. Green Grass – 3:20 
  - Edinburgh – 27 lipca 2008
15. Make It Rain – 3:58 
  - Atlanta – 5 lipca 2008
16. Story – 2:02
  - Columbus – 28 czerwca 2008
17. Lucky Day – 3:47 
  - Atlanta – 05 lipca 2008

Płyta druga:
1. Tom Tales
  - Wybór dowcipów i krótkich opowieści, którymi Waits raczy publiczność w trakcie swoich koncertów.